# 流渠观音庙
流渠观音庙，位于山西省长治市襄垣县上马乡流渠村，是一处山西省文物保护单位。
2021年8月4日，流渠观音庙公布为第六批山西省文物保护单位，年代为元、清，古建筑类，编号6-186。